# Kinnor
Le kinnor, en hébreu כִּנּוֹר, kīnnōr, est un instrument de musique de l'Israël antique, de la famille des cordes pincées, le premier de cette famille à être mentionné dans la Bible.
Son identification exacte n'est pas claire, mais il est généralement traduit par harpe, cithare ou lyre. Il a été consacré instrument national du peuple juif, et les luthiers modernes ont fabriqué des kinnor basés sur leur représentation antique.
Le mot kinnor signifie violon en hébreu moderne.

## Citation dans la Bible
Le kinnor est le premier instrument à être mentionné dans la Bible, apparaissant dès Genèse 4:21 comme l'instrument de Jubal, petit-fils de Caïn ,. David joue du kinnor au roi Saül dans le Premier Livre de Samuel,.
Le kinnor est mentionné 42 fois dans l'Ancien Testament, plusieurs fois dans le livre des Psaumes, ou encore dans le Livre de Job 30, 31. Le kinnor est parfois mentionné en conjonction avec le nevel, qui est supposé être une lyre plus grande que le kinnor.

## Citation extra-biblique

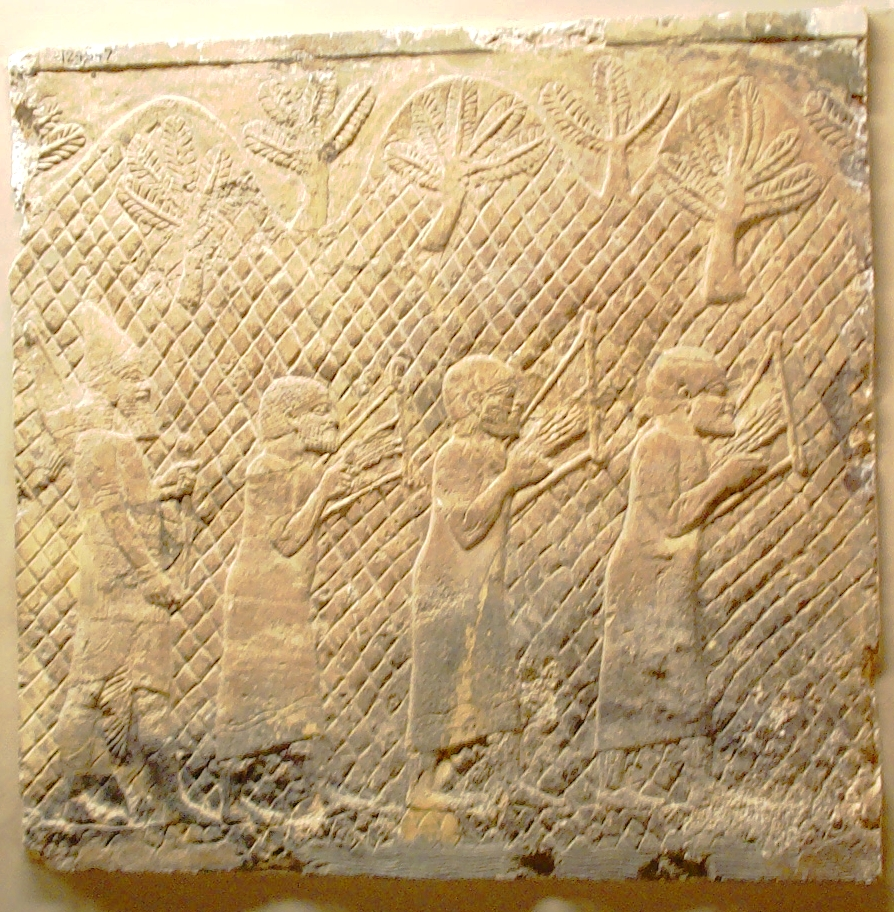
La source visuelle la plus importante pour le kinnor est un relief de Ninive, en Assyrie, exposé au British Museum.

Flavius Josèphe décrit le kinnor comme ayant 10 cordes, fabriquées à partir d'intestin grêle de mouton, et joué avec un plectre (médiator), L'International Standard Bible Encyclopedia note également que les premiers pères de l'église sont convenus que le kithara (kinnor) avait son résonateur dans les parties inférieures de son corps. Comme le nevel, le kinnor consiste probablement en une table d'harmonie avec deux bras s'étendant parallèlement au corps, les bras croisés par un joug à partir duquel les cordes s'étendent jusqu'au corps.
La Mishna stipule que le nombre minimum de kinnor à jouer dans le temple de Jérusalem est de neuf, sans limite maximale.
Il est associé à un type de lyre représenté dans les pièces de monnaie de Bar Kokhba.

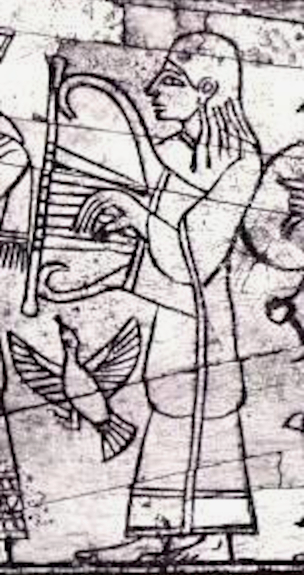
Megiddo, un joueur de lyre de 1350 à 1150 av. J.-C., identifié comme un probable « kinnor » par les érudits. À l'âge du fer, Megiddo était une ville royale du royaume d'Israël.